# Junger Spervogel
Junger Spervogel (um 1200 oder später) ist die Bezeichnung eines namentlich nicht bekannten hochmittelalterlichen Sangspruchdichters, zu denen auch Herger (um 1170) und Spervogel (nach 1170?) gehörten.
Unter dem Autornamen „junger Spervogel“ überliefert die kleine Heidelberger Liederhandschrift aus dem endenden 13. Jahrhundert vier Strophen in einem Ton und zwei Einzelstrophen. Zum ersten Ton ist in einer Handschrift des 15. Jahrhunderts unter dem Autornamen „Junger Stolle“ eine Melodie überliefert.